# Le Petit Matin (film)
Pour les articles homonymes, voir Le Petit Matin.
Pour plus de détails, voir Fiche technique et Distribution.
Le Petit Matin est un film dramatique français réalisé par Jean-Gabriel Albicocco et sorti en 1971.

## Synopsis
Nina (Catherine Jourdan) vit avec sa famille dans les Landes. Elle aime son cousin Jean qui est couvé par sa mère, Eva (Madeleine Robinson). La guerre éclate, et Jean veut rejoindre Londres.

## Fiche technique
- Réalisation : Jean-Gabriel Albicocco
- Scénario : Jean-Gabriel Albicocco d'après le roman de Christine de Rivoyre, Le Petit Matin
- Photographie : Quinto Albicocco
- Musique : Francis Lai
- Décors : Jacques Dugied
- Costumes : Anne-Marie Marchand
- Pays d'origine :  France
- Format : couleur — 35 mm — Son : Mono
- Genre : drame
- Durée : 120 minutes
- Date de sortie : 
  - France : 21 avril 1971
- Film interdit aux moins de 18 ans à sa sortie
- Affiche : Jean Mascii (France)[réf. nécessaire]

## Distribution
- Catherine Jourdan : Nina
- Mathieu Carrière : Karl
- Madeleine Robinson : Eva
- Jean Vilar : Paul
- Christian Baltauss : Jean
- Jean-Jacques Ruysdale : Vincent
- Christine Audhuy
- Colette Régis
- Maryse Martin

## Sélection
- Mostra de Venise 1971[1]